# Вельковский, Ефим Николаевич
Ефим Николаевич Вельковский (20 сентября 1938, Брянск — 2 мая 2020, Орёл) — советский и российский политический и государственный деятель. В 1997—2001 годах занимал пост мэра города Орла.

## Биография
Родился в Брянске (до 1944 года входившем в Орловскую область). Отец погиб на войне; мать была в партизанах, тоже погибла. После освобождения Брянска в 1943 году вместе с сестрой был распределён в детский дом. Работал автослесарем на автобусном предприятии.
С 1992 по 1997 возглавлял МУП «Пассажирское автотранспортное предприятие № 1 г. Орла».
С декабря 1997 по март 2001 года был мэром Орла. В 2001—2009 гг. — заместитель губернатора Орловской области по жилищно-коммунальному хозяйству и транспорту.
С апреля 2010 — советник мэра города Орла по вопросам жилищно коммунального хозяйства и транспорта.
С июля 2014 — советник Губернатора Орловской области.

## Награды
- Почётный гражданин города Орла[3]
- Орден «За заслуги перед Отечеством» 4 степени
- Орден Почёта
- Орден Дружбы